# Les Impudents
Les Impudents est le premier roman de Marguerite Duras, paru en 1943 chez Plon.

## Genèse de l'œuvre
Selon une rumeur persistente, le roman Les Impudents aurait connu une première publication en 1937 chez l'éditeur Robert Laffont. En réalité le roman, ébauché entre 1939 et 1940, est présenté le 26 février 1941 aux Editions Gallimard qui le refusent, avant d'être édité chez Plon en avril 1943 sous le titre « La Famille Taneran ; Les Impudents ». De ce premier roman profondément autobiographique et rejeté, plus tard, par son auteur, Claude Roy dira : « il montait déjà de ces pages, ce vertige de surprise, de questionnement en sourdine des mots, et ce vacillement de solitude entre les êtres ensemble - sa musique à elle tout au long de son œuvre ».
Ce roman se situant en Lot-et-Garonne, l'Association Marguerite Duras a été constituée en 1997 afin de faire connaître les liens de Marguerite Duras avec la région.

## Résumé
Maud Grand, une jeune femme d'environ 20 ans, habite avec sa mère et
son frère Jacques, dans un appartement à Clamart en banlieue
Parisienne. La famille est complétée par le deuxième mari de la mère,
M. Tanerand, et son fils à lui, Henry. Jacques est, malgré ses 40 ans,
un peu l'enfant gâté qui mène une vie oisive et profite de l'argent
que lui donnent les membres de sa famille. Il est l'enfant préféré de
sa mère, aux dépens de Maud. La relation tendue entre Maud et
Jacques est au centre du récit. Jacques est poursuivi par la banque
Tavarès, apparemment pour une histoire de dettes, et il vient de perdre
sa femme Muriel dans un accident de voiture qui pourrait être un
suicide.
La famille part pour leur propriété Uderan qui se trouve à un endroit
fictif en Dordogne ou Lot-et-Garonne. Puisque la maison est
inhabitable, ils sont logés par les Pecresse, une famille de riches
paysans et leurs voisins. Les Pecresse ont le projet, encouragé par
Jacques, de marier leur fils unique Jean à Maud, qui par contre est
amoureuse de Georges Durieux. Maud tombe enceinte de Georges, ce
qu'elle révèle seulement à sa mère. Le domaine Uderan est vendu aux
Pecresse, et les Grand rentrent à Paris.
La police était venue plusieurs fois pendant leur absence pour
Jacques. Quand Maud indique à la police le retour de Jacques elle
apprend que son frère est en fait la victime d'une escroquerie de la
banque Tavarès. Elle part pour Uderan où elle va se marier avec
Georges Dupreux.